# Kidushín (Talmud)
Kidushín (en hebreo: מסכת קידושין) (transliterado: Masejet Kidushín ) es un tratado del orden de Nashim de la Mishná y el Talmud, que trata sobre las formalidades del noviazgo y del matrimonio (Deuteronomio 24:1 y siguientes), el estatus de la descendencia legal e ilegal del matrimonio, las bodas entre diferentes categorías de personas y la evidencia suficiente para probar la validez del matrimonio contraído en el extranjero. El tratado termina con algunos preceptos éticos que afectan a las relaciones de género. El tratado tiene cuatro capítulos. Nashim (en hebreo: נשים) es el tercer orden de la Mishná (también del Talmud y de la Tosefta) que contiene el derecho de familia. De los seis órdenes de la Mishná, es el segundo orden más corto. Nashim consta de siete tratados.